# Dīmītrīs Agas
Dīmītrīs Agas (in greco: Δημήτρης Αγάς; 28 settembre 1959) è un ex calciatore cipriota, di ruolo attaccante.

## Carriera

### Club
Ha giocato nella massima serie cipriota con l'AEP Paphos.

### Nazionale
Nel 1989 ha giocato la sua unica partita con la nazionale cipriota.